# Aurorite
L'aurorite è un minerale appartenente al gruppo della calcofanite.